# Tesoro oculto

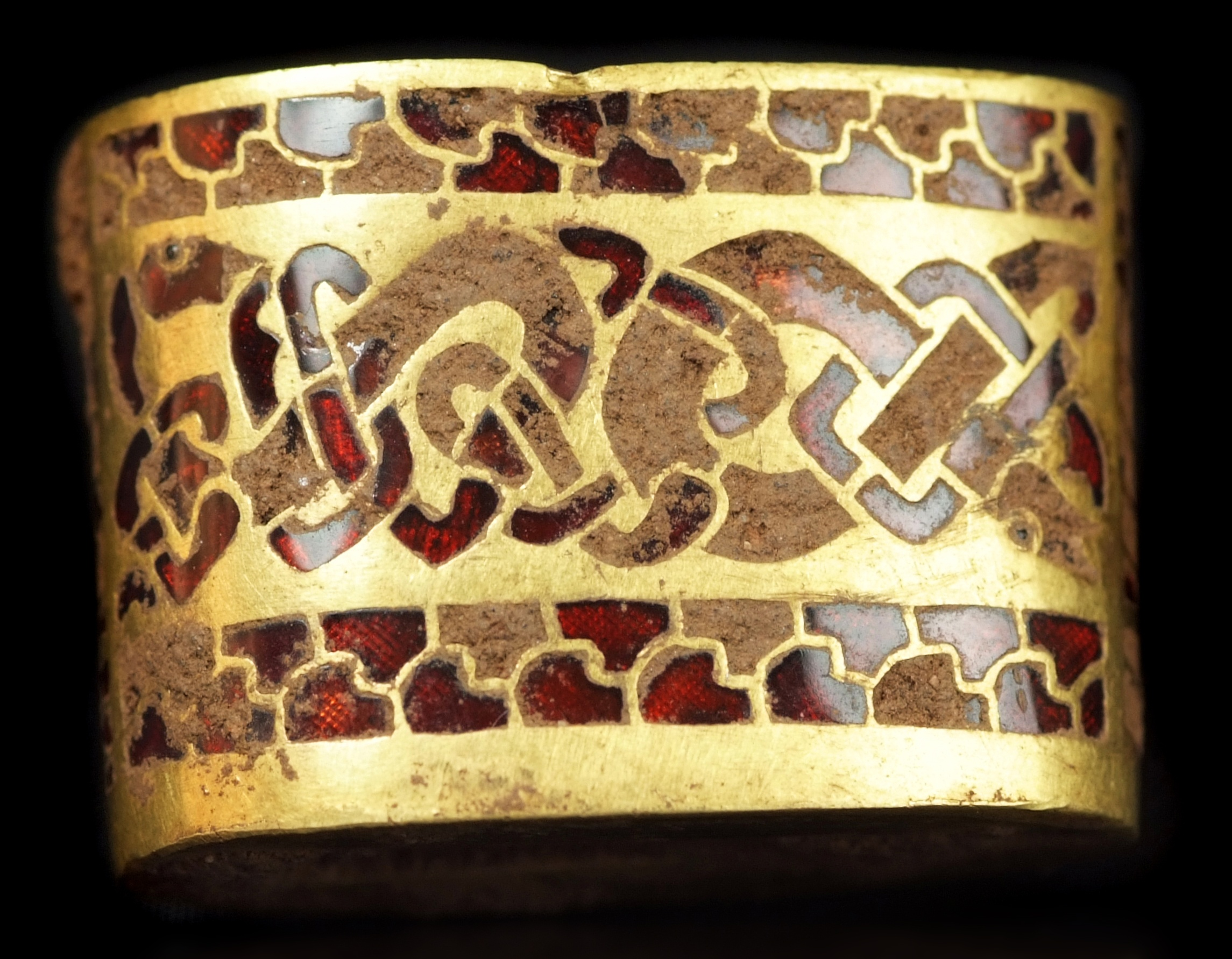
Un accesorio de empuñadura del tesoro de Staffordshire, que fue declarado tesoro oculto en septiembre de 2009

Tesoro oculto es un término jurídico utilizado para designar a monedas, oro, plata u otros objetos muebles de valor que se encuentran enterrados o escondidos en lugares como bodegas o áticos, cuando es suficientemente antiguo para presumirse que el verdadero propietario está muerto y sus herederos inhallables. La definición legal de lo que constituye un tesoro oculto y a quien se atribuya su propiedad depende de la ley de cada lugar y cada momento.

## Historia

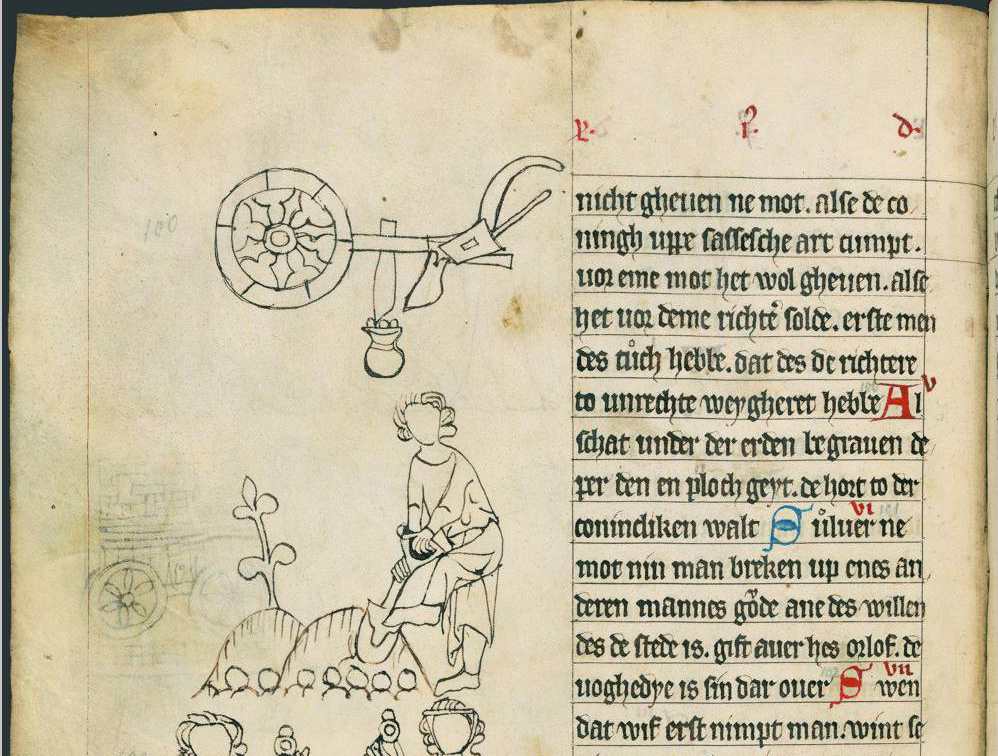
Sachsenspiegel de Oldemburgo de 1336 Fol. 22v detalle concerniente al tesoro oculto, comenzando con la mayúscula inicial roja A (Bajo alemán medio): «Al schat under der erden berauen deper den en ploch geyt de hort to derer conicliken walt». (Todo lo que esté profundamente en el terreno en lo que puede alcanzar el arado, pertenece al rey.)

### Derecho romano
En el Derecho romano, el tesoro oculto recibía el nombre de thesaurus («tesoro» en latín), y fue definido por el jurista romano Paulo como Thesaurus est vetus quaedam depositio pecuniae, cuius non estat memoria, ut iam dominum non habeat, sic enim fit eius, qui invenerit, quod non alterius sit, es decir, «un tesoro es cierto antiguo depósito de dinero, del cual no queda memoria y cuyo dueño no existe, de tal manera que se hace de quien lo encuentra, porque no es de otro» (Digesto, 41. I. 31, 1). R. W. Lee, en su libro The Elements of Roman Law (4.ª ed., 1956), comentaba que esta definición «no acababa de ser satisfactoria» pues un tesoro no se limita al dinero, ni hay ningún abandono de la propiedad. Bajo los emperadores, si se encontraba un tesoro en la tierra propia de una persona o en tierra sacra o religiosa, el hallador podía guardárselo. Sin embargo, si el tesoro se encontraba por azar, y no por una búsqueda intencionada, en fundo ajeno, la mitad iba a quien lo encontraba y la otra mitad al propietario de la tierra, quien podía ser el emperador, el fiscus (tesoro público), la ciudad, o algún otro propietario. Según el jurista neerlandés Hugo Grocio (1583–1645), conforme el sistema feudal se difundió por Europa y el príncipe era visto como el propietario último de todas las tierras, su derecho al tesoro oculto se convirtió en jus commune et quasi gentium (un derecho común y casi-internacional) en Inglaterra, Alemania, Francia, España y Dinamarca.
Una interpretación del Derecho romano en relación con los tesoros ocultos aparece en el capítulo 13 del Evangelio según san Mateo. La parábola del tesoro oculto es narrada por Jesús de Nazaret a las multitudes que lo rodeaban a él y a sus discípulos. En la parábola, el tesoro está oculto en un campo abierto y cualquiera puede descubrirlo en tal ubicación. Se asume también que el dueño actual no tiene conocimiento o memoria del tesoro. Quien encontró el tesoro mantiene el hallazgo en secreto hasta que encontró capital para adquirir la tierra en la que estaba el tesoro. Vendiendo todo lo que tenía, el hallador adquirió la tierra y entonces desenterró el tesoro y, como propietario y persona que descubre el tesoro, estaba legalmente autorizado para obtener todo el tesoro. Jesús comparó el reino de los cielos al tesoro oculto, siendo de mayor valor que toda la riqueza terrenal de una persona y una sabia inversión que no todo el mundo entiende al principio.

### Ley común en Inglaterra y Gales
Se dice que el concepto de tesoro oculto en el Derecho inglés se remonta a la época de Eduardo el Confesor (c. 1003/1004–1066). Bajo la common law, el tesoro oculto se definició como oro o plata en cualquier forma, sea moneda, placa (utensilios o vasijas de oro o plata) o lingotes (una masa de oro o plata), que había sido escondido y redescubierto, y que ninguna persona podía probar que fuera de su propiedad. Si la persona que ha escondido el tesoro se conoce o es descubierta más tarde, le pertenecerá o la pretensión de las personas que lo hayan sucedido como herederos. Para ser un tesoro oculto, un objeto debe ser sustancialmente – esto es, en más de la mitad – oro o plata.

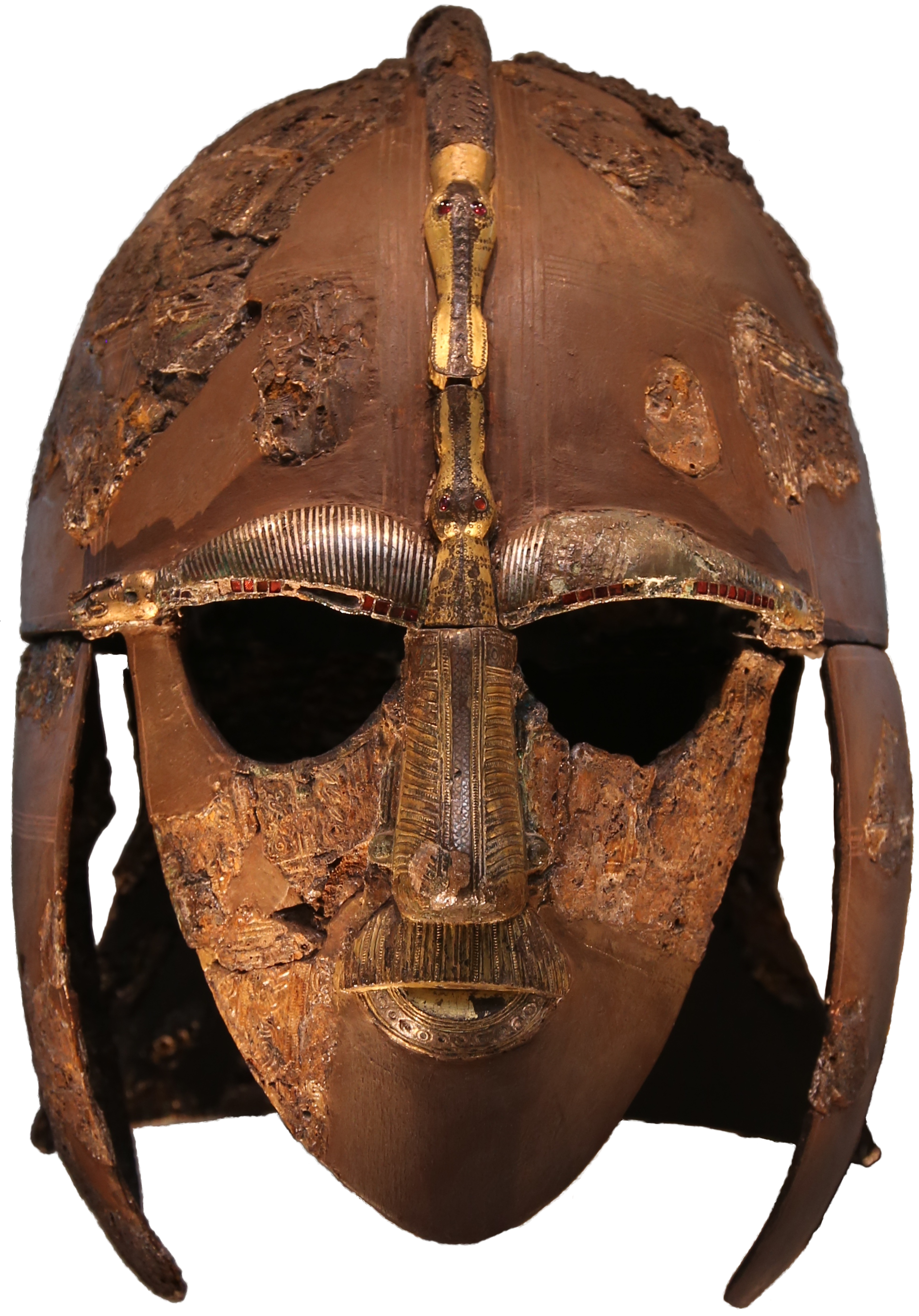
El yelmo de Sutton Hoo, recuperado en 1939. El hallazgo de Sutton Hoo no fue un tesoro escondido. Como era un barco funerario, no había intención de recuperar los objetos más adelante.

El tesoro oculto debe haberse escondido con animus revocandi, esto es, una intención de recuperarlo más adelante. Si un objeto simplemente estaba perdido o abandonado (por ejemplo, diseminado sobre la superficie de la tierra o en el mar), pertenecía o bien a la primera persona que lo encontraba o al propietario del fundo según la derecho sobre los hallazgos, esto es, principios legales en relación con el hallazgo de objetos. Por esta razón, los objetos encontrados en 1939 en Sutton Hoo no se calificaron como tesoro oculto; como formaban parte de un barco funerario, no había intención de recuperar los objetos enterrados más tarde. La Corona tenía un derecho de prerrogativa al tesoro oculto, y su las circunstancias en las que se encontraba el objeto suscitaban una presunción prima facie de que había sido escondido, pertenecía a la Corona a menos que algún otro mostrara un mejor título de propiedad. La Corona podía otorgar su derecho al tesoro oculto a cualquier persona en forma de franquicia o monopolio.
Era deber de quien lo hallaba, y en realidad de cualquiera que supiera de la materia, reportar el hallazgo de un tesoro oculto potencial al juez del distrito. A principios del siglo XX, se hizo práctica común de los lores comisionados del Tesoro pagar los hallazgos a quienes rápidamente y de forma íntegra informaban de los descubrimientos de los tesoros ocultos y los entregaban a las autoridades competentes, el valor total de los objetos antiguos que eran retenidas como públicos u otras instituciones como los museos. Los objetos que no se retenían eran devueltos a los descubridores.
La ley en relación con el tesoro oculto fue modificada en 1996 de manera que estos principios ya no están en vigor.

### Derecho histórico en España
En la Edad Media, dependía de los fueros la regulación de qué hacer con el tesoro oculto. Así el fuero de Cuenca (1189) recogió la tradición del Derecho romano y se lo atribuía por mitad al dueño del fundo y a quien lo hubiera hallado. Así, en una de sus redacciones dice:

Otorgo aun avos que qualquier que fallare tesoro viejo ayalo, e non rresponda por ello al rey nin a otro sennor; mas si alguno en eredad agena algun tesoro fallare, el sennor de la eredad aya la meytad.

Esta es la respuesta que también se dio en las Partidas, recogiendo la tradición del Derecho romano. En concreto la Partida III, título XXVIII, se recoge una ley, la n.º 45 (XLV), cuyo título es Cuyo debe ser el señorío del tesoro que home falla en su heredamiento ó en el ageno. Se define tesoro oculto como aquel que ningún hombre puede saber quién lo metió allí, o de quién es. Si lo ha encontrado al azar, o buscándolo, si la casa o heredad es suya, se hace propietario, salvo que lo hallase «por encantamiento», supuesto en el cual debe ser todo del rey. Si la casa o la heredad es ajena, se diferencia el hallazgo azaroso del buscado de propósito. En el primer caso, si se encuentra por aventura, labrándolo o de otra manera, no haciéndolo él a sabiendas, la mitad es suyo y la otra mitad del dueño de la casa o heredad. Ahora bien, si lo busca de propósito, escondida o estudiosamente, entonces es del dueño de ese fundo ajeno, sin tener derecho a nada. Y se explica que esta regulación se aplica tanto si es propiedad privada, como si la casa o heredad es del rey o común de algún concejo.
El Código civil (1889) recoge esta tradición al atribuir la propiedad del tesoro oculto al dueño del terreno o, en copropiedad, con el descubridor casual, si fuera otra persona diferente. No obstante, ya apuntaba a la posibilidad de que el Estado lo adquiriera si tenía interés histórico o artístico, pero pagando su valor al dueño. La Ley y Reglamento de Excavaciones y Antigüedades de 7 de julio de 1911 atribuye al Estado la propiedad del tesoro, aunque indemnizando al descubridor y al propietario del terreno.

## Derecho actual en España
El concepto de tesoro oculto aparece en el código civil: depósito oculto e ignorado de dinero, alhajas u otros objetos preciosos cuya legítima pertenencia no conste (artículo 352). Si se trata de un hallazgo marítimo, está sometido al Derecho marítimo; cualquier operación que tenga por objeto el patrimonio cultural subacuático, que se regirá por su legislación específica y los tratados internacionales vigentes en que España sea parte. De la definición legal quedan claros los tres requisitos:
1. Carácter mobiliario y valioso de los bienes ocultos.
2. Depósito oculto e ignorado. Ha de entenderse depósito como cualquier acto de guardado, ocultación voluntaria de los bienes en un sitio que no tiene por qué ser un terreno, puede estar escondido en una casa, detrás de una pared, o en un mueble, cualquier escondrijo que sirva para ocultar cosas. En cuanto a la «ocultación e ignorancia» han de entenderse, como señala la sentencia del Tribunal Supremo de 30 de enero de 1990 que el depósito de los objetos del tesoro sea desconocido y esté escondido, si bien este ocultamiento es consustancial en la idea de que si no lo estuviera, alguien se habría apoderado del mismo.
3. Falta de legítimo dueño.

En cuanto al núcleo de la cuestión, que es determinar la propiedad, ha de tenerse en cuenta lo siguiente:

### Bien de dominio público
En primer lugar, si se trata de un bien que pudiera calificarse como integrante del Patrimonio Histórico Español y sean descubiertos como consecuencia de excavaciones, remociones de tierra u obras de cualquier índole o por azar, se considera automáticamente que es propiedad pública, por aplicación del artículo 44 de la Ley 16/1985, de 25 de junio, de Patrimonio Histórico Español. Para saber lo que constituye el patrimonio histórico de España, hay que acudir al artículo 1.º de la misma Ley, en su apartado 2:

Integran el Patrimonio Histórico Español los inmuebles y objetos muebles de interés artístico, histórico, paleontológico, arqueológico, etnográfico, científico o técnico. También forman parte del mismo el patrimonio documental y bibliográfico, los yacimientos y zonas arqueológicas, así como los sitios naturales, jardines y parques, que tengan valor artístico, histórico o antropológico. / Asimismo, forman parte del Patrimonio Histórico Español los bienes que integren el Patrimonio Cultural Inmaterial, de conformidad con lo que establezca su legislación especial.

Según el mismo artículo 44, el descubridor debe comunicar a la Administración competente su descubrimiento inmediatamente cuando se trate de hallazgos casuales, y en el plazo máximo de treinta días en el resto de los casos. El descubridor y el propietario del lugar en que hubiere sido encontrado el objeto tienen derecho, en concepto de premio en metálico, a la mitad del valor que en tasación legal se le atribuya, que se distribuirá entre ellos por partes iguales. Si fuesen dos o más los descubridores o los propietarios se mantendrá igual proporción.
En el caso de hallazgo no casual, sino excavación autorizada, no existe derecho a premio.

### Derecho de adquisición del Estado
Para el caso de que el tesoro oculto fuera de interés científico o artístico pero no de tales características como para integrar el Patrimonio Histórico, lo que se reconoce en el Código civil es un derecho de adquisición por el Estado, si bien abonando la totalidad de su valor, y no la mitad.

### Propiedad privada
Fuera de los casos en los que el bien no pertenezca al patrimonio, ni fuera de interés científico o artístico, la regulación que da el Código civil es que el dueño del terreno en que se hallare adquiere la propiedad por ocupación (arts. 610 y 351, párrafo primero). Ahora bien, si se trata de un descubrimiento por azar, se reconoce una copropiedad entre el dueño, sea este particular o el Estado, y el descubridor. El descubridor por azar pueden ser los albañiles que estaban haciendo una obra en casa ajena y en el curso de la misma lo descubren. Para el caso de que el descubrimiento no se hiciera por azar, se estará a lo que las partes hallan pactado. En el caso de que no se haya pactado nada, se entiende que es propiedad del dueño del terreno o lugar donde se hallare.
Uno de los requisitos es, pues, que no tenga propietario conocido, lo cual también acontece en casos como el resuelto por la sentencia del Tribunal Supremo de 27 de junio de 1988, en que se conocía el nombre del dueño que lo escondió en 1836 pero no se conocían quienes pudieran ser sus sucesores a título de herencia. El que unos objetos valiosos carezcan de dueño es más fácil de acreditar o de presumir, dadas las circunstancias del hallazgos, cuanto más antiguos sean los objetos hallados.
Por ello no es tesoro el hallazgo de monedas y otros bienes valiosos por la Policía cuando es obvio que son objetos robados y la Policía está en el ejercicio de sus funciones. Los objetos robados son piezas de convicción, como objeto o efecto del delito, y no tesoro civil.
Debe ser un hallazgo casual, es decir, producido por azar o como consecuencia de cualquier tipo de remoción de tierras, demoliciones u obras de cualquier índole. Si no, el hallazgo no es tesoro oculto a efectos jurídicos, sino otra cosa. En ese sentido, hay que recordar que toda excavación o prospección arqueológica debe ser expresamente autorizada, siendo ilícita y sancionable la excavación que no cuente con autorización administrativa o que se exceda del contenido de la que tenga. De oficio, la Administración puede ordenar excavaciones, en cuyo caso, deberá ser indemnizado el dueño del fundo de acuerdo con la legislación de expropiación forzosa. En ninguno de estos casos de excavaciones realizadas de propósito se puede considerar tesoro oculto a los efectos del Código civil. 
Es dudoso si los objetos que constituyen el tesoro han de ser antiguos o no. Ya se ha visto que, en el derecho romano, Paulo sí que exigía su antigüedad o vetustez. La ley literalmente no lo exige, pero no es seguro que pueda prescindirse de tal caracterización. Autores como Pantaleón Prieto sostienen que basta la carencia de dueño (por ser res nullius o que el dueño sea inhallable) además de ser cosa oculta, mientras que otros como Moreu Ballonga, añaden la antigüedad del tesoro. En cuanto que antiguo, carece de sentido la consignación y la publicidad que son necesarios cuando se encuentran cosas perdidas, porque el dueño va a ser «inhallable» en cualquier caso. El Tribunal Supremo, en sentencia de 30 de enero de 1990 observa que la configuración jurídico-positiva del denominado «tesoro oculto», arranca de las fuentes romanas,...salvo en lo relativo a la antigüedad... ha desaparecido la nota de la «antigüedad» en nuestro derecho positivo, (SS 8 Sep. 1902 y 17 Abr. 1951).
El derecho que tiene el dueño del predio lo tiene también el enfiteuta, pero no el arrendador o cualquier otra persona que tenga la posesión de la casa o fundo donde se encontrara el tesoro.
El efecto no es que cada uno se quede con la mitad de lo hallado, ni que se atribuya la propiedad al dueño del fundo (o al descubridor) y deba al otro la mitad del valor, sino que se entiende que es una auténtica situación de copropiedad por cuotas o romana (condominium iuris romani) y no germánica o en mano común.